# Cúc vạn thọ nhỏ
Cúc vạn thọ nhỏ, Cúc vạn thọ Pháp (danh pháp khoa học: Tagetes patula) là một loài cây cảnh thuộc chi Cúc vạn thọ, họ Cúc.
Cây thân thảo hàng năm, cao đến 0,5 m. Cây mọc dạng bụi, thân mềm, phân nhiều cành nhánh. Lá đơn, xẻ thùy sâu tận gân nhiều lần dạng lông chim. Phiến lá không lông, có tuyến to và thơm. Hoa nhỏ màu vàng hoặc pha đỏ viền vàng, đẹp. Quả dạng quả bế. Nhân giống sinh sản bằng hạt hữu tính hoặc giâm cành vô tính. Bộ nhiễm sắc thể n=24.

## Phân bổ
Cúc vạn thọ Tagetes patula có nguồn gốc ở Nam Mỹ (México và Nicaragua), sau đó được đem trồng sang châu Âu và Hoa Kỳ. Trong tiếng Anh, nó có tên gọi là cúc vạn thọ Pháp French marigold là do những thợ làm vườn người Pháp đã nhân giống tạo một số lượng lớn loài cây này từ sau khi được giới thiệu ở Pháp hồi thế kỷ 16.

## Hình ảnh

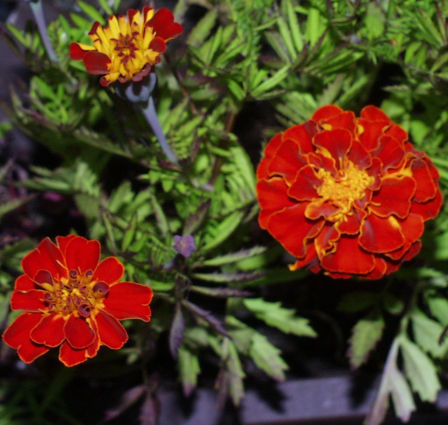
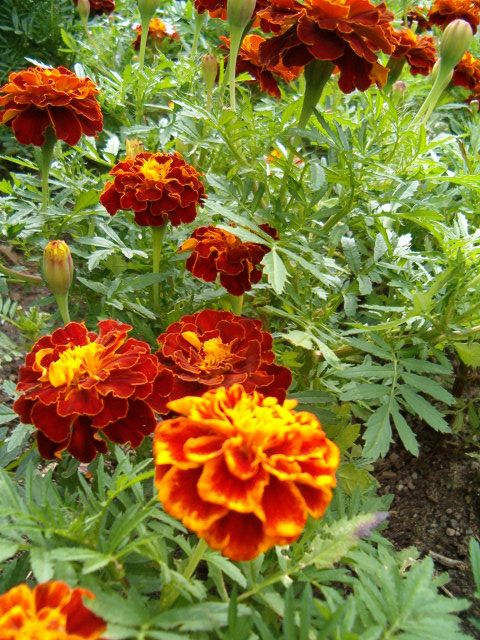
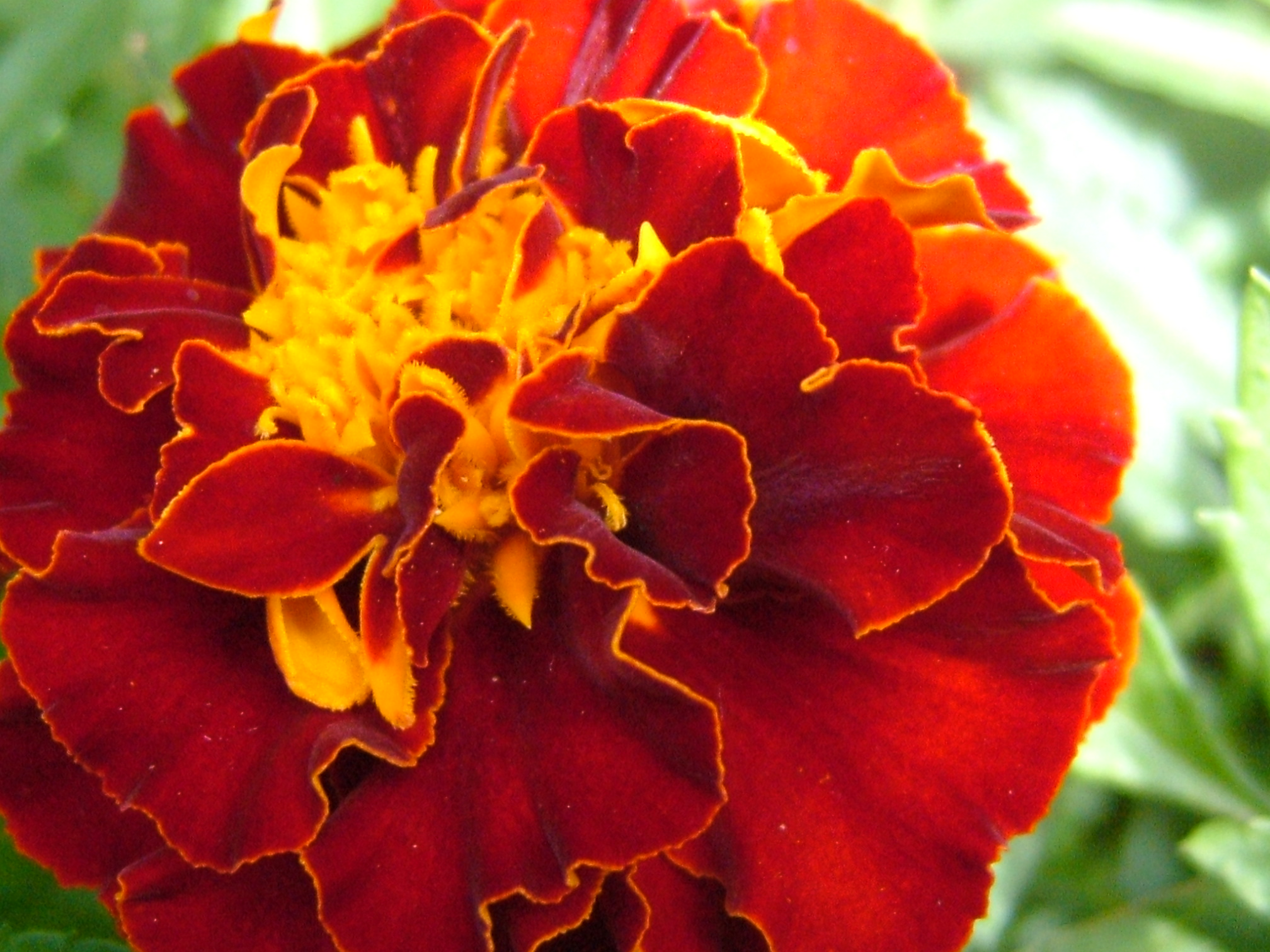
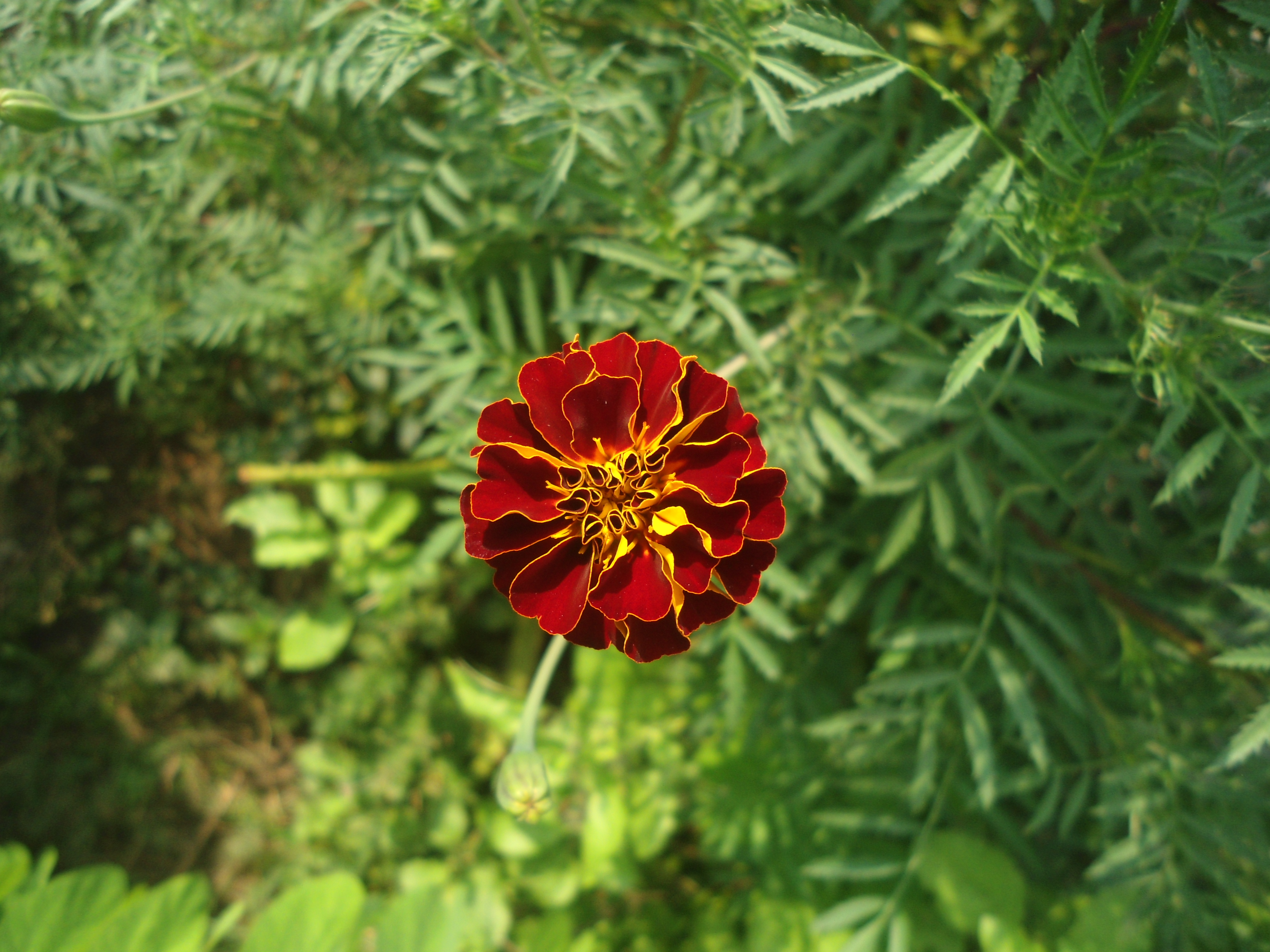
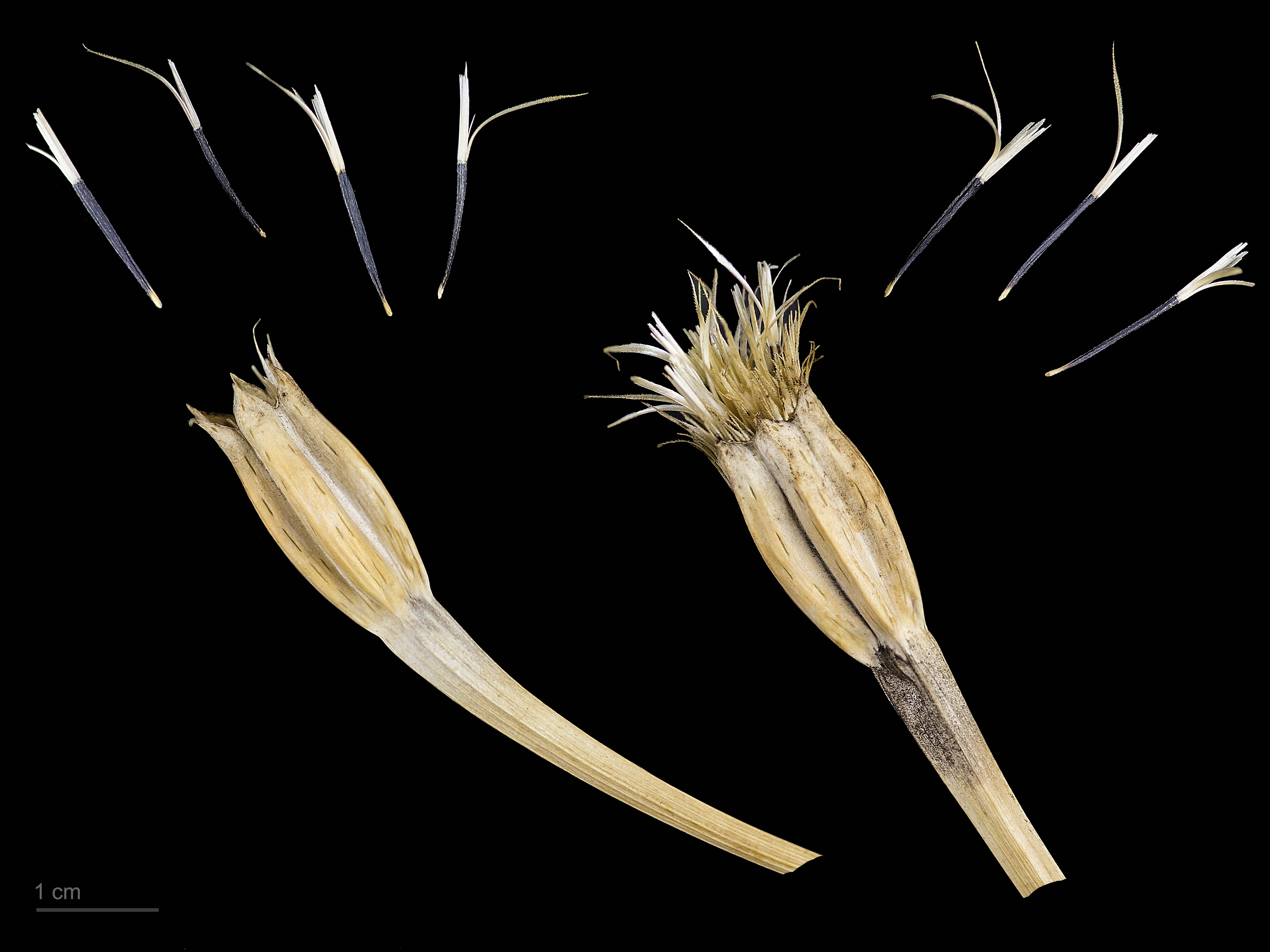
Tagetes patula - Museum specimen